# 薩德·費倫齊
薩德·費倫齊（英語：Sándor Ferenczi，1873年7月7日—1933年5月22日），匈牙利精神分析學家，精神分析學派的重要理論家，是西格蒙德·弗洛伊德的親密夥伴。

## 生平
原名薩德·佛蘭克（英語：Sándor Fränkel），父巴魯克·佛蘭克，母羅莎·埃本舒茲，兩人皆為波蘭裔猶太人，薩德其後匈牙利化改姓費倫齊。
因精神病學工作，他透過同一家庭的其他病人核實了病人對兒童性虐待的敘述，開始相信這些敘述是真實的。這是他最終與西格蒙德·弗洛伊德發生爭執的一個重要原因。
在得出這個結論之前，做為一個精神分析學家，他因與最難以治療的病人一起合作，並發展出比普遍的精神分析實踐更積極的干預理論而引人注目。1920年代初，費倫齊批評弗洛伊德的「經典」中立詮釋方法，與奧圖·蘭克合作，創造了一種聚焦於「此時此刻」的心理療法，透過蘭克的個人影響，使美國人卡爾·羅傑斯提出了以人為中心的治療概念。
費倫齊在近代於雅各·拉岡的追隨者以及美國的關係精神分析學家中得到了一些青睞。費倫齊的主張被關係精神分析學家作為在臨床上強調分享情緒的互動性（親密性）、互為主體以及諮商師的反移情的重要性論據。費倫齊的著作對美國精神分析的人際關係理論和其實踐產生了強烈的影響，威廉·阿蘭森·懷特研究所的精神分析師就是其典型代表。
1918年至1919年，費倫齊曾任國際精神分析協會主席。
弗洛伊德的傳記作者歐內斯特·瓊斯在費倫齊生命的最後一刻稱他為「精神病患者」，眾所周知他忽略了費倫齊掙扎於惡性貧血，1933年，費倫齊死於貧血。雖然身患當時無法治愈的疾病，但費倫齊還是在1932年9月4日在德國威斯巴登召開的第12屆國際精神分析大會上，成功地發表了他最著名的論文——《語言混淆》。
2002年出版了《消失與重生：薩德·費倫齊在精神分析史上的地位》，費倫齊的名聲得以重振。 書中有一章涉及弗洛伊德和費倫齊之間關係的性質。

## 費倫齊的主要思想

### 「語言混淆」創傷理論
費倫齊認為，童年的長期過度刺激、親情剝奪或移情失敗（海因茨·科胡特對這一術語作了進一步的闡述）所造成的持續創傷性影響，是導致神經質、性格障礙、邊緣性人格障礙和精神疾病的原因。根據這一概念，創傷是父母或權威人物性引誘兒童形成的結果。語言混淆（英語：confusion of tongues）發生在孩子假裝是父母的配偶時。病態的成人按照成人「熱情的語言」來詮釋兒童幼稚而天真的遊戲，然後強迫孩子順從他的熱情的語言。成人使用孩子不了解的語言，並用成人扭曲的觀點詮釋孩子的天真遊戲（孩子的幼稚語言）。例如，一位父親正在和他的年幼女兒玩耍。在他們的遊戲中，她提出讓父親擔任她丈夫的角色，並希望他和她睡覺，就像他和她母親睡覺一樣。病態的父親扭曲地解讀了這個幼稚的提議，在父親和女兒在床上的時候，父親用不恰當的方式觸碰了女兒。在這裡，孩子使用她天真幼稚的語言，而父親則用他熱情的成人性語言扭曲解讀了她的提議。這個成人還試圖讓孩子相信，成人身上的情欲真的是孩子所渴求的愛。費倫齊將創傷的概念概括為情緒忽略、身體上的不當對待和移情失敗。這些暴力的顯眼表現就是性虐待。

## 延伸閱讀
- Ferenczi's Turn in Psychoanalysis, Peter L. Rudnytsky, New York University Press, 2000, Paperback, 450 pages, ISBN 0-8147-7545-4
- Final Contributions to the Problems & Methods of Psycho-Analysis, Sandor Ferenczi, H. Karnac Books, Limited, Hardback, 1994, ISBN 1-85575-087-2.
- Development of Psychoanalysis (Classics in Psychoanalysis, Monograph 4), Otto Rank and Sandor Ferenczi, International Universities Press, Inc, 1986, Hardback, ISBN 0-8236-1197-3.
- First Contributions to Psycho-Analysis, Sandor Ferenczi, translated by Ernest Jones, H. Karnac Books, Limited, 1994, Hardback, ISBN 1-85575-085-6.
- Sandor Ferenczi: Reconsidering Active Intervention, Martin Stanton, Jason Aronson Publishers, 1991, Hardcover, 1991, ISBN 0-87668-569-6.
- Legacy of Sandor Ferenczi, Edited by Adrienne Harris and Lewis Aron, Analytic Press, 1996, Hardback, ISBN 0-88163-149-3.
- The Legacy of Sandor Ferenczi: From Ghost to Ancestor. Edited by Adrienne Harris and Steven Kuchuck, Routledge, 2015, Paperback, ISBN 1138820121
- Jiménez Avello, José. Para leer a Ferenczi. Madrid: Biblioteca Nueva,1998
- Jiménez Avello, José . L’île des rêves de Sándor Ferenczi. Paris: campagneprmiere/, 2013 (La isla de sueños de Sándor Ferenczi. Madrid: Biblioteca Nueva, 2006)ISBN 978-2-9157-8989-8
- Antonelli, Giorgio, Il Mare di Ferenczi, Di Renzo Editore, Roma, 1996 ISBN 88-86044-44-5
- Keve, Tom. . London: Rosenberger & Krausz. 2000. ISBN 0-95362190-1.
- Paul Roazen: Elma Laurvik, Ferenczi's Step-Daughter （页面存档备份，存于） from the pages of PSYCHOMEDIA
- The Correspondence of Sigmund Freud and Sándor Ferenczi, Volume 1, 1908-1914 （页面存档备份，存于）, Harvard University Press
- The Correspondence of Sigmund Freud and Sándor Ferenczi, Volume 2, 1914-1919 （页面存档备份，存于）, Harvard University Press
- The Correspondence of Sigmund Freud and Sándor Ferenczi, Volume 3, 1920-1933 （页面存档备份，存于）, Harvard University Press
- The Clinical Diary of Sándor Ferenczi （页面存档备份，存于）, by Sándor Ferenczi. Edited by Judith Dupont, translated by Michael Balint and Nicola Zarday Jackson, Harvard University Press. ISBN 0-674-13527-X
- Kramer, Robert. . Journal of Humanistic Psychology. 1995, 35 (4): 54–110. doi:10.1177/00221678950354005.
- Ferenczi, Sándor. . . 由Suttie, Jane Isabel翻译. Compiled by John Rickman. London: Karnac Books. 1994 [1919]. ISBN 1-85575086-4.
- Rachman, Arnold William. . Psychoanalytic Psychology. 2007, 24 (1): 74–96. doi:10.1037/0736-9735.24.1.74.
- Wolman, Beniamin Binem.  5. New York City: Aesculapius Publishers. 1977.

## 外部連結
- Ferenczi Institute （页面存档备份，存于）
- Biography at the Sándor Ferenczi Society, Budapest
- At the Frontier of Psychoanalytic Understanding, Academy for the Study of the Psychoanalytic Arts, article written by Judith E. Vida